# Parapostenus hewitti
Parapostenus hewitti là một loài nhện trong họ Miturgidae. Chúng được Roger de Lessert miêu tả năm 1923.